# Мурдханья дудда

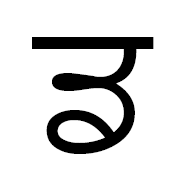
Мурдханья дудда

Дудда (хинди डुड्डा), дадда (в.-пандж. ਡੱਡਾ), даль (шахмукхи ڈال) — восемнадцатая буква алфавита гурмукхи, обозначает звонкий ретрофлексный взрывной согласный [ḍ].
Огласовки: ਡਾ, ਡਿ, ਡੀ, ਡੁ, ਡੂ, ਡੇ, ਡੈ, ਡੋ, ਡੌ.

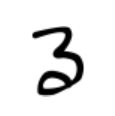
Дудда рукописная
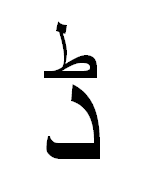
Даль (шахмукхи)